# Haematopus leucopodus
Ostraceiro-de-magalhães ou pirupiru-magalhânico (Haematopus leucopodus) é uma espécie de charadriiforme da família Haematopodidae.
Pode ser encontrada nos seguintes países: Argentina, Chile, Ilhas Malvinas, e Ilhas Geórgia do Sul e Sandwich do Sul.
Os seus habitats naturais são: lagos de água doce e costas arenosas.